# エドワード・ストット
エドワード・ストット（Edward Stott ARA、1855年4月25日 - 1918年3月19日）はイギリスの画家である。フランスで学んだ後、イギリスの農村の風景や人々を描いた。

## 略歴
イングランドのランカシャーのWardleworthに生まれた。父親は富裕な実業家で町長も務めた人物で、アメリカの南北戦争の影響でランカシャーの綿産業が打撃を受けた後も炭鉱の経営などをした。ストットはマンチェスターの父親の会社の仕事をしながら、マンチェスターの美術学校の授業も受けた。
1880年に画家になることを決意し、支援者を得てパリに渡った。当時のイギリスやアイルランドからの学生たちに多かった修業のコースである、カロリュス＝デュランの画塾で学んだ後、エコール・デ・ボザールに入学し、アレクサンドル・カバネルに学んだ。パリではジュール・バスティアン＝ルパージュの自然主義の絵画やバルビゾン派の画家たちの影響を受けた。1882年から1884年の間、サロン・ド・パリに出展した。オーヴェル＝シュル＝オワーズの芸術家村で活動した。
イングランドに戻ると絵の題材となる風景を求めて、田園地域を旅し、同時期にパリで学んでいたフィリップ・ウィルソン・スティーアとサフォークの海岸の村ウォルバーズウィックなどで活動した。ウォルバーズウィックではアイルランド出身の画家、ウォルター・オズボーンとも知り合い、2人とも外光派の画家として、活動した。
ロイヤル・アカデミー・オブ・アーツの保守的な審査に反対する芸術家によって1885年に創立されたニュー・イングリッシュ・アート・クラブの会員になり、1887年に2点の作品を出展した後、1888年から1895年までの展覧会に20点以上の作品を出展した。
1855年に設立され、美術評論家のジョセフ・コミンズ・カー(J. Comyns Carr)と画家のチャールズ・エドワード・ハレが館長をつとめたロンドンの「New Gallery」は若い芸術家の作品を多く展示し、ストットはこのギャラリーに頻繁に作品を出展することができた。
1885年にウェスト・サセックスの村Amberleyを訪れ、1887年からそこに住むようになった。村の人々とも親しくなり、村の人々を描くようになった。素朴な田園の風景は当時のイギリス人の郷愁をさそう題材であり、人気を得ることができたが20世紀に入ると時代遅れなスタイルとなった。1906年にロイヤル・アカデミー・オブ・アーツの準会員に選ばれた。後年は宗教的な題材を描くようになった。
1918年にAmberleyで死去した。

## 作品

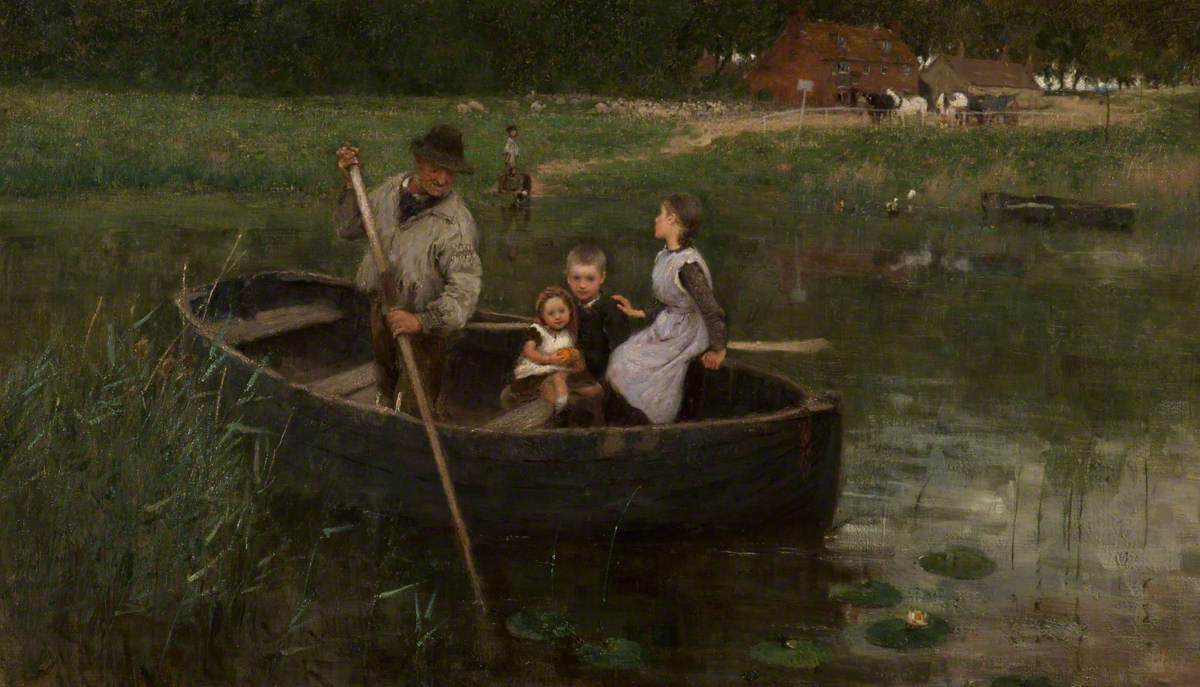
渡し船 (1887)
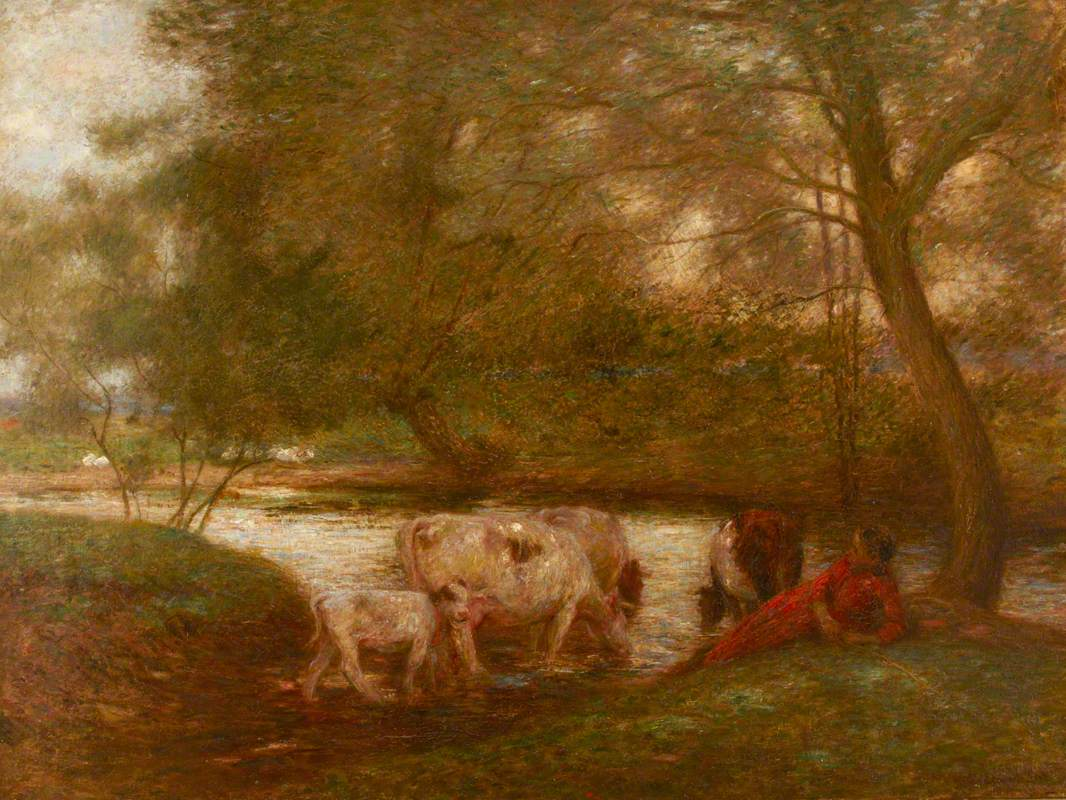
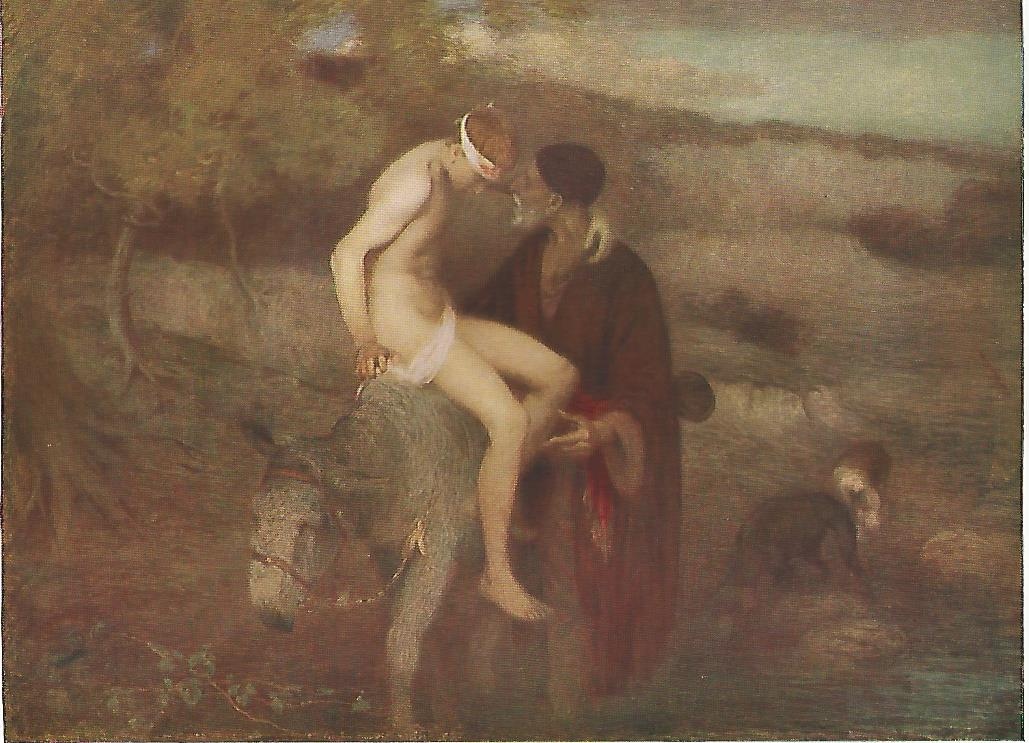
善きサマリア人(1910)

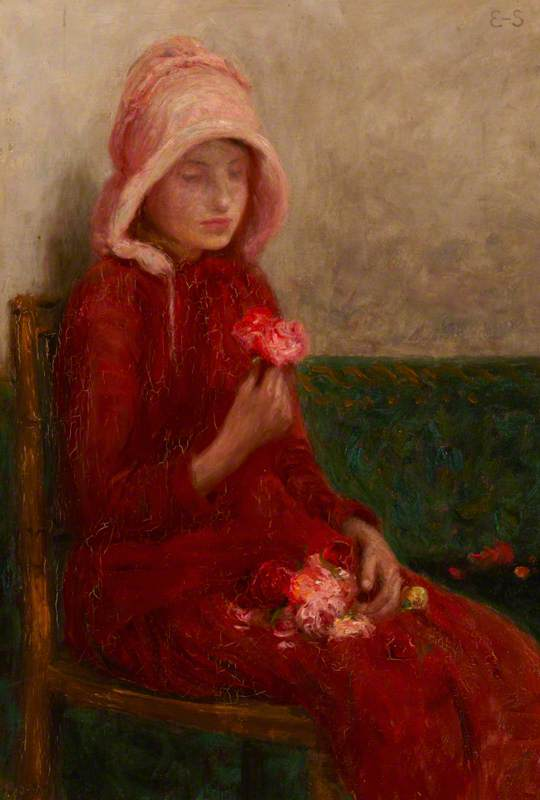
Red Roses
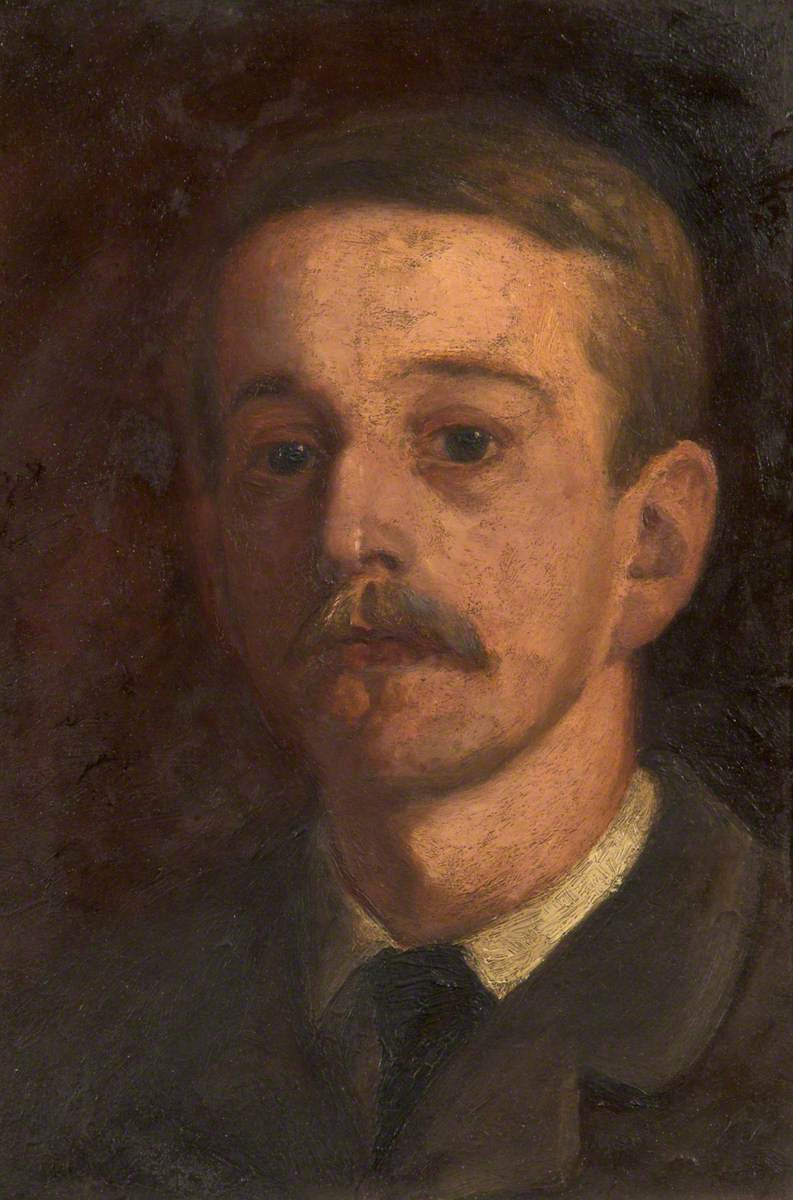
自画像
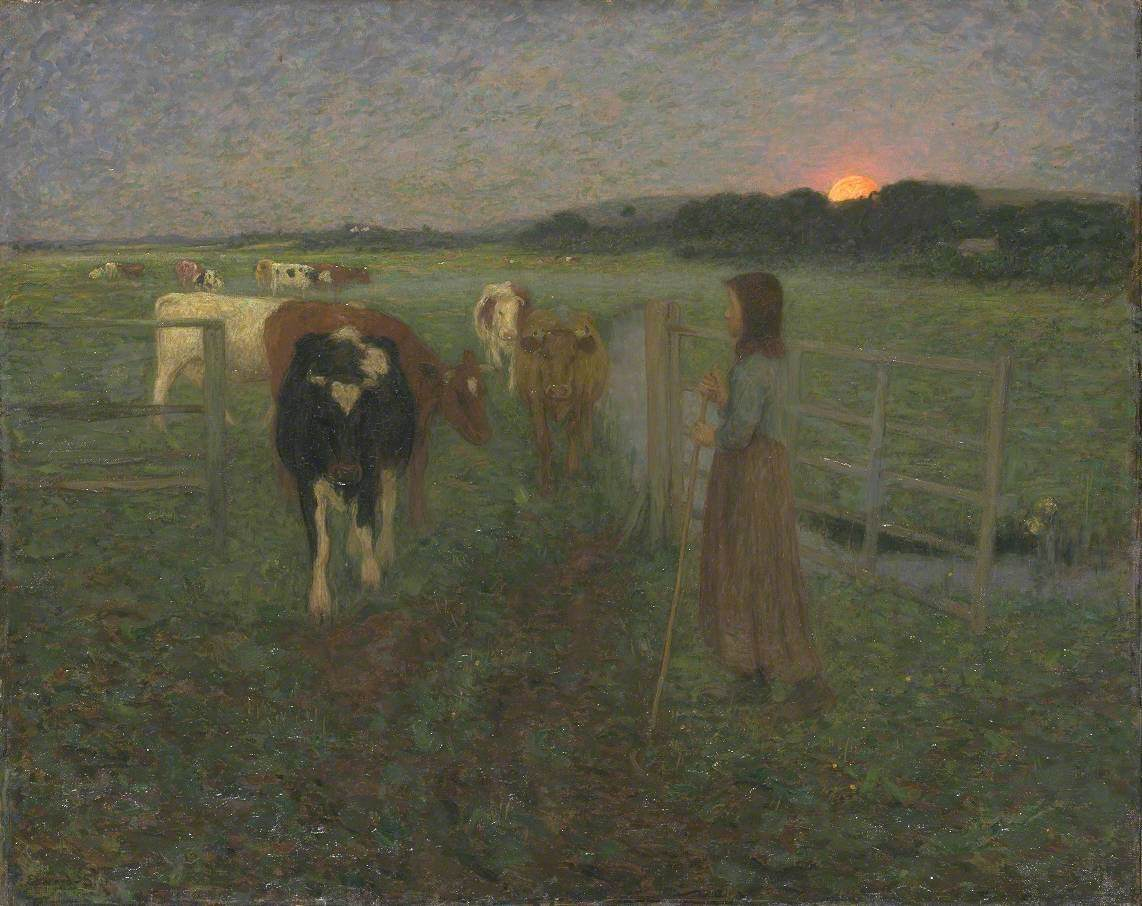
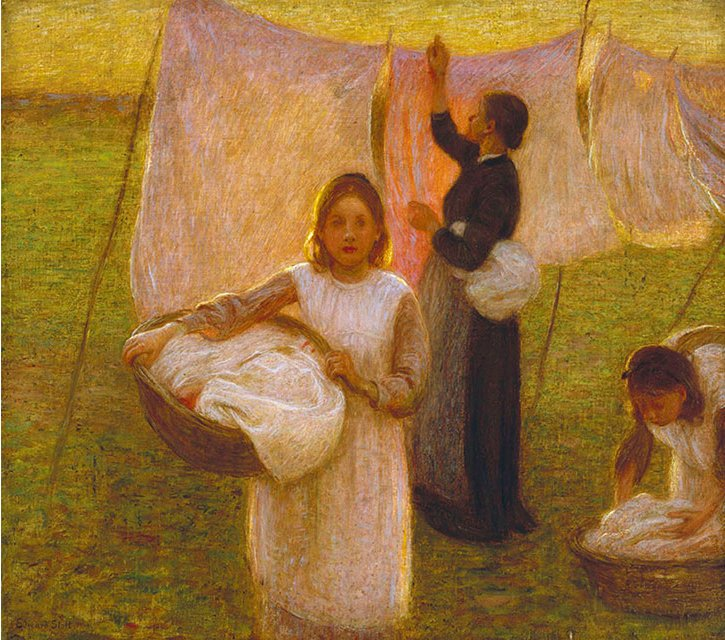
洗濯の日 (1899)